# Informationspsychologie
Die Informationspsychologie beschäftigt sich mit der Verarbeitung prinzipiell bewusstseinsfähiger Informationen. Unter Berücksichtigung neuropsychologischer Erkenntnisse kann man als das Kerngebiet der Informationspsychologie den Informationsfluss im deklarativen (das heißt: expliziten, bewussten) Gedächtnissystem auffassen.

## Begriffsgeschichte
Der Ausdruck Informationspsychologie stammt wahrscheinlich von dem Physiker Helmar Gunter Frank (1962), der ihn für die Anwendung von Fragestellungen, Methoden, Maßen (insbesondere des Maßes der Informationsentropie) und Modellen der Kybernetik im Bereich der Psychologie vorschlug. Allgemeiner nutzt die „Informationspsychologie“ die Erkenntnisse und Methoden aus der Nachrichtenübermittlung durch technische Systeme, die bereits für 1924/28 (Harry Nyquist, Karl Küpfmüller) belegt sind. Unabdingbar waren zudem die neuen Messmöglichkeiten nach Claude E. Shannon (1948), wobei Information als quantitatives Maß für Zeichen aufgefasst wurde, die zwischen einem Sender und Empfänger ausgetauscht werden.
Als Erlanger Schule der Informationspsychologie werden seit 1986 Bemühungen an der Universität Erlangen-Nürnberg bezeichnet, Intelligenz mit informationstheoretischen Modellen und Maßen zu fassen. Diese Bezeichnung geht auf mehrere Veröffentlichungen von Hans Jürgen Eysenck zurück.

## Psychologische Inhalte
Die grundlegenden Inhalte der Informationspsychologie kommen aus folgenden Teilgebieten der Allgemeinen und Differentiellen Psychologie:
- Wahrnehmungspsychologie: Sie umfasst Sinneswahrnehmung, neuronale Verschaltung der Sehbahn, Aufmerksamkeit und Selektivität, Farbwahrnehmung, Tiefenwahrnehmung, perzeptuelle Organisation, auf- und absteigende Prozesse.
- Denkpsychologie: Sie beschäftigt sich mit dem Vergleichen, Urteilen und Entscheiden.
- Lernpsychologie: Hier interessieren besonders die Aspekte des Erwerbs und der Vereinfachung von Wissen sowie der Wissensorganisation.
- Während Erkenntnisse über Orte und Richtungen von Informationsflüssen eher Allgemeingültigkeit beanspruchen, gelangen bei Messungen der umgesetzten und gespeicherten Informationsmengen intra- und interindividuelle Unterschiede in den Fokus der Aufmerksamkeit.
- Erkenntnisse aus der Motivations- und Emotionspsychologie bilden eher die Rahmenbedingungen.

## Nutzen durch Vereinfachungen
Auf einigen Gebieten wie der Wahrnehmungs-, Lern- und Differentiellen Psychologie ließen sich mit Hilfe der Informationspsychologie einfache Fakten und Zusammenhänge aufdecken. Dazu gehören u. a.
- näherungsweise lineare Zusammenhänge zwischen dem Informationsgehalt von Reizen einerseits und den Wahrnehmungszeiten bzw. Reaktionszeiten andererseits;
- bei jungen Erwachsenen: Kurzspeicherkapazität = 80 bit ±28 bit; Informationsverarbeitungsgeschwindigkeit = 15 ±3 bit/s; Merkspanne = 5,4 ±0,8 s (s deckungsgleich mit Anzahl voneinander unabhängigen Items);
- Informationsaufnahmegeschwindigkeit des Gedächtnisses < 0,7 bit/s;
- die Abhängigkeit des Niveaus der fluiden Intelligenz von der Kurzspeicherkapazität bzw. ihrer beiden Komponenten, der Informationsverarbeitungsgeschwindigkeit und Gegenwartsdauer (Merkspanne, Gedächtnisspanne);
- die Messung der geistigen Leistungsfähigkeit im Sekunden-Bit-System und somit auf dem Rationalskalenniveau mit äquidistanter Messeinheit und absolutem Nullpunkt: deshalb ist beispielsweise der Vergleich gerechtfertigt, dass Frau A über eine doppelt so große Kurzspeicherkapazität wie Herr B verfügt; dass ihre Intelligenz bzw. ihr Intelligenzquotient doppelt so hoch sei, gilt hingegen als empirisch sinnlose Aussage;
- die funktionelle Unabhängigkeit von Informationsverarbeitungsgeschwindigkeit und Gegenwartsdauer;
- die numerische Übereinstimmung von humangenetisch erwarteten geistigen Leistungen der drei Genotypen des Generalfaktors der Intelligenz und der Kurzspeicherkapazität: Verhältnis 2 (Hochbegabung) : 1,5 : 1 (häufigstes Leistungsniveau).

## Hohe praktische Bedeutung der Kurzspeicherkapazität
Der Kurzspeicherkapazität kommt in dem informationspsychologischen „Modell der menschlichen Informationsverarbeitung“ nach Helmar Gunter Frank eine zentrale Rolle für das bewusste Informationsmanagement zu. Diese Kapazität hat als wichtige Bedingung für den Erfolg in der Ausbildung, im Beruf und der Lebensqualität in einer Leistungsgesellschaft, insbesondere einer Wissensgesellschaft eine erhebliche praktische Relevanz.
Selbstverständlich ist auch das Gedächtnis im engeren Sinne – bei der bewussten Informationsverarbeitung ist vor allem das deklarative Gedächtnissystem nach Tulving gemeint – für Informationsverarbeitungsleistungen unerlässlich. Seine interindividuelle Varianz hat jedoch für Intelligenzunterschiede keine nennenswerte Bedeutung, weil jeder gesunde Erwachsene „über hinreichend viel Gedächtnis verfügt“. Deswegen hängen die kristallisierte Intelligenz bzw. das Allgemeinwissen vor allem von der individuellen Kapazität des Kurzspeichers ab, der subjektive Informationen reduziert bzw. Wissen organisiert, bevor es im Gedächtnis gespeichert wird.
Die Kurzspeicherkapazität sinkt bei den meisten Personen ab etwa dem 25. Lebensjahr. Dies betrifft aber nur die Mittelwerte, weil die Mehrheit der Erwachsenen nachlässt. Die ca. 20 Prozent der Erwachsenen mit einem relativ großen Kurzspeicher (Arbeitsspeicher) zeigen bis wenige Jahre vor dem natürlichen Tod keine messbaren Minderungen. Vermeidungen geistiger Fehlforderungen, häufige Einnahme von Kohlenhydraten und Vermeidung von Flüssigkeitsverlusten (Durst zeigt sie meist an) sowie Kompensation von mit dem Alter zunehmenden Sinneseinbußen, vor allem durch Seh- und Hörhilfen, verhindern großteils oder ganz den altersabhängigen Abfall der Kurzspeicherkapazität bzw. des fluiden Intelligenzniveaus.